# Stradbally
Stradbally is een plaats in het Ierse graafschap County Laois.